# 波利西克 (舊維日夫卡區)
51°28′41″N 24°30′51″E / 51.47806°N 24.51417°E
波利西克（烏克蘭語：Поліське），是烏克蘭的村落，位於該國西部沃倫州，由科韋利區負責管轄，始建於1533年，面積2.17平方公里，海拔高度161米，2001年人口459，人口密度每平方公里211.13人。